# A sajtószabadság világnapja

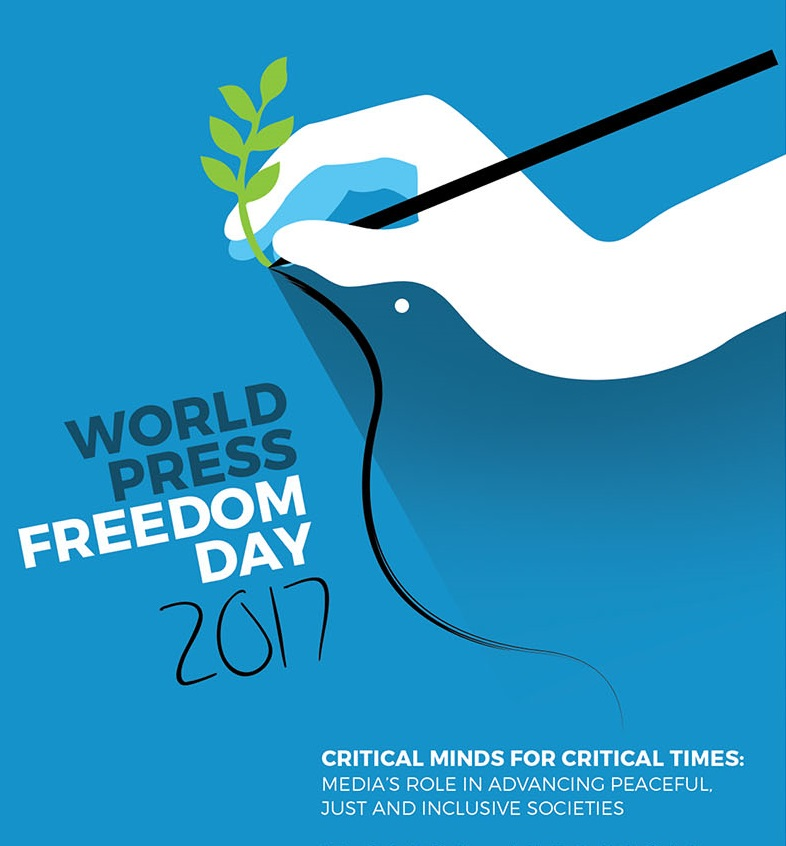
A sajtószabadság világnapjának UNESCO-plakátja 2017-ből

A sajtószabadság helyzete 2025-ben a Riporterek Határok Nélkül szerint

Az Egyesült Nemzetek Szervezete közgyűlése május 3-át A sajtószabadság világnapjává nyilvánította annak érdekében, hogy felhívja a figyelmet a szabad sajtó fontosságára és hogy emlékeztesse a kormányzatokat a szabad véleménynyilvánítás jogának tiszteletére és betartására, melyet az emberi jogok egyetemes nyilatkozatának 19. cikke is védelmez. E napon világszerte megemlékeznek a munkavégzés közben elhunyt újságírókról, valamint ezen a napon jelenik meg több felmérés és jelentés a média szabadságának aktuális helyzetéről. Az ENSZ a Windhoek Nyilatkozat május 3-i elfogadásának napját jelölte ki a világnap számára, amely 1991-ben kimondta az afrikai népek szabad sajtóhoz való jogát. 

Az UNESCO szintén minden évben megtartja a sajtószabadság világnapját azáltal, hogy média szakértőket, ENSZ ügynökségeket és sajtószabadság szervezeteket hív össze, hogy felmérjék a sajtó globális szabadságát megtárgyalják a problémák lehetséges megoldásait. A szervezet e napon adja át a Guillermo Cano Sajtószabadság Világdíjat. A díj névadó újságírója a kolumbiai drogkartellek és a politikai szereplők kapcsolatát tárta fel, melynek következtében 1986. december 17-én meggyilkolták.

## Külső hivatkozások
- Hivatalos honlap
- A Guillermo Cano Sajtószabadság Világdíj honlapja
- IFEX – World Press Freedom Day Coverage
- A Riporterek Határok Nélkül sajtószabadsági rangsora